# Laima (nome)
Laima  è un nome proprio di persona lettone e lituano femminile.

## Varianti
- Lituano
  - Alterati: Laimutė[1]

## Origine e diffusione
Riprende il nome di Laima, divinità baltica della fortuna, del destino e del parto; etimologicamente, risale al termine lettone laime, o all'imparentato lituano laima, che vogliono dire "fortuna", "fato", ed è quindi analogo per semantica ai nomi Fortuna, Bonaventura, Lykke, Felicita, Gad, Uğur e Dalia.

## Onomastico
Il nome non è portato da alcuna santa, quindi è adespota; l'onomastico si può festeggiare il 1º novembre, giorno di Ognissanti. Onomastici laici sono fissato in Lituania all'8 marzo, 22 giugno e 12 agosto, in Lettonia all'11 febbraio e in Estonia al 28 novembre.

## Persone
- Laima Andrikienė, politica lituana
- Laima Rickevičiūtė, cestista lituana

### Variante Laimutė
- Laimutė Baikauskaitė, mezzofondista lituana